# Engelse labrador
De Engelse labrador is een type labrador-retriever dat gefokt is voor de show.
De Engelse labrador is rustiger en beter voor gezinnen terwijl de Amerikaanse labrador groter gefokt is voor de jacht. Over het algemeen zijn de Engelse labradors zeer sterke en evenwichtige honden. Ze hebben ook een lange, sterke nek en heel goede spronggewrichten. De tanden van de labrador zijn heel erg sterk waardoor ze geen problemen hebben met het eten van hard voedsel. De vacht van deze hond is kort en zeer dicht en varieert van zwart tot geel. Dit ras is over het algemeen zeer intelligent en zacht van aard waardoor ze een perfecte familiehond zijn. Dit merk je ook omdat het ras erg speels is en nood heeft aan aandacht. Labradors worden 10 tot 12 jaar oud. De labrador is een gemakkelijk te onderhouden gezinshond met neiging naar overgewicht vanwege de grote eetlust.